# Thomas Robert Zinkula

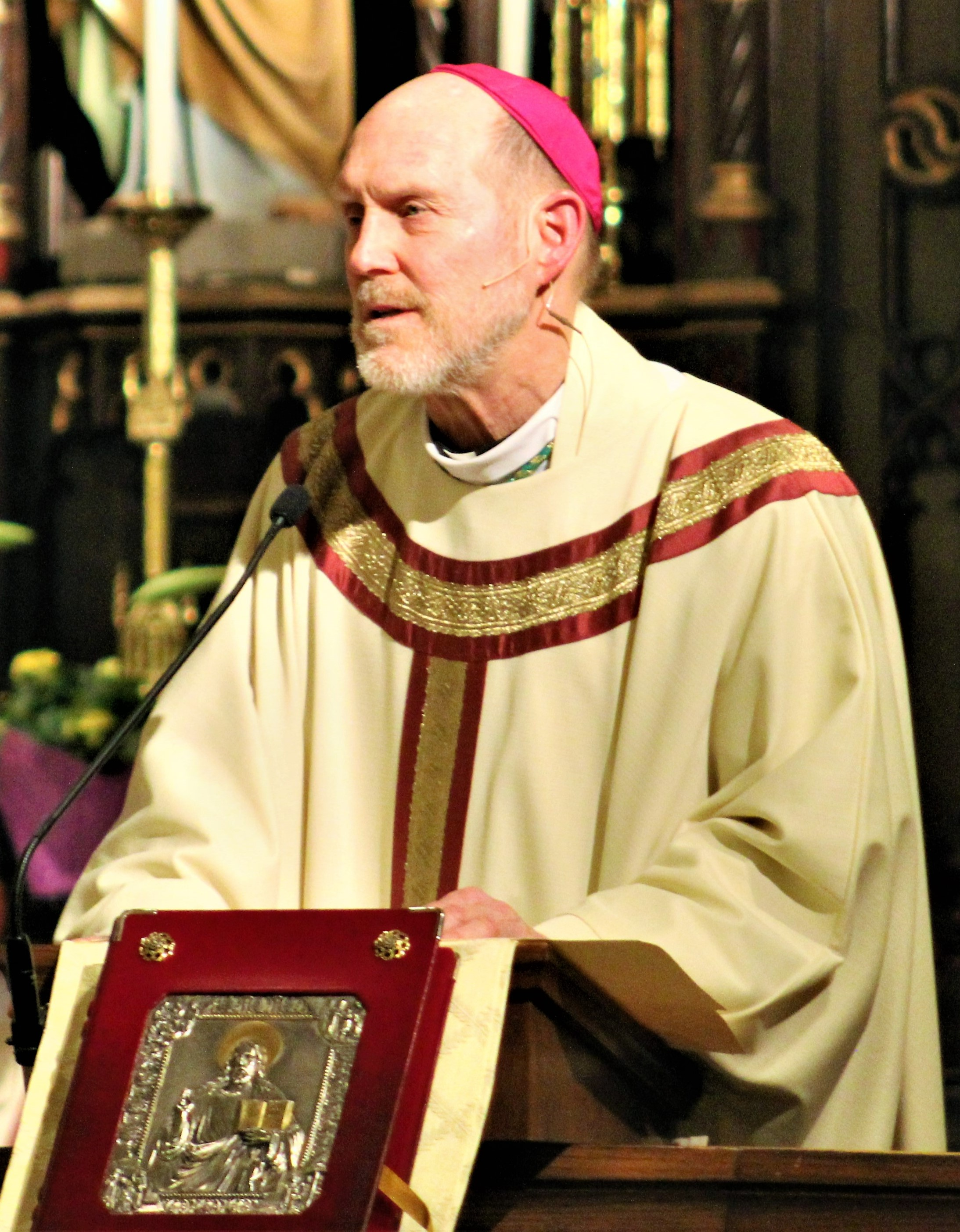
Thomas Robert Zinkula (2022)

Wappen von Thomas Robert Zinkula als Bischof von Davenport

Thomas Robert Zinkula (* 19. April 1957 in Mount Vernon, Iowa) ist ein US-amerikanischer Geistlicher und römisch-katholischer Erzbischof von Dubuque.

## Leben
Thomas Robert Zinkula besuchte bis 1975 die Mount Vernon High School. 1979 erlangte er am Cornell College in Mount Vernon einen Bachelor in Mathematik, Wirtschaftswissenschaft und Betriebswirtschaftslehre. Daneben war er als American-Football-Spieler aktiv und wurde in die Athletic Hall of Fame des Cornell College aufgenommen. Nach dem College war er ein Jahr als Aktuar für die Firma Life Investors in Cedar Rapids tätig. Anschließend setzte Zinkula an der University of Iowa in Iowa City seine Studien fort, die er 1983 mit einem Juris Doctor abschloss. Neben seinem Studium fungierte er als Herausgeber des Iowa Law Review. Danach arbeitete er einige Jahre als Anwalt in der Kanzlei Simmons, Perrine, Albright & Ellwood in Cedar Rapids. Später studierte Zinkula Philosophie und Katholische Theologie am Theological College der Katholischen Universität von Amerika in Washington, D.C. Dort erlangte er 1990 einen Master of Arts im Fach Katholische Theologie. Am 26. Mai 1990 empfing er in der Kathedrale St. Raphael in Dubuque durch den Erzbischof von Dubuque, Daniel William Kucera OSB, das Sakrament der Priesterweihe für das Erzbistum Dubuque.
Zinkula war nach der Priesterweihe zunächst als Pfarrvikar der Pfarreien Saint Columbkille (1990–1993) und Saint Joseph the Worker (1993–1996) in Dubuque sowie am Kirchengericht des Erzbistums Dubuque tätig. 1996 wurde er für weiterführende Studien nach Kanada entsandt, wo er 1998 an der Saint Paul University in Ottawa mit der Arbeit Vicarious liability. An analysis of canon 128 and United States civil law („Die Stellvertreterhaftung. Eine Analyse des Kanons 128 und des Zivilrechts der Vereinigten Staaten“) ein Lizenziat im Fach Kanonisches Recht erwarb. Nach der Rückkehr in seine Heimat wirkte Zinkula von 1998 bis 2000 als Richter am Kirchengericht des Erzbistums Dubuque und von 1998 bis 2002 als Pfarrer der Pfarrei Saint Joseph in Rickardsville sowie als Pfarradministrator der Pfarreien Saint Francis of Assisi in Balltown und Saints Peter and Paul in Sherrill. Von 2001 bis 2005 war er Seelsorger in der Pfarrei St. John Baptist de La Salle in Holy Cross, bevor er 2005 Pfarrer der Pfarrei Holy Ghost sowie 2007 Pfarrer der Pfarreien Sacred Heart und Holy Trinity in Dubuque wurde. Zudem war er von 2000 bis 2010 Offizial des Erzbistums Dubuque. Von 2011 bis 2012 verbrachte Zinkula ein Sabbatjahr in Rom. Am 19. November 2012 verlieh ihm Papst Benedikt XVI. den Ehrentitel Päpstlicher Ehrenprälat. Von 2012 bis 2014 fungierte er als Bischofsvikar für die Region Cedar Rapids. Ab 2014 war Zinkula Regens des Priesterseminars Saint Pius X in Dubuque. Darüber hinaus gehörte er dem Priesterrat, dem Priest Personnel Board, dem Konsultorenkollegium, dem Diözesanpastoralrat, dem Priests’ Pension Board und dem Archbishop’s Cabinet sowie dem Stiftungsrat der Clarke University in Dubuque an.
Am 19. April 2017, seinem 60. Geburtstag, ernannte ihn Papst Franziskus zum Bischof von Davenport. Der Erzbischof von Dubuque, Michael Owen Jackels, spendete ihm am 22. Juni desselben Jahres in der Kirche St. John Vianney in Bettendorf die Bischofsweihe; Mitkonsekratoren waren sein Amtsvorgänger Martin John Amos und der emeritierte Erzbischof von Dubuque, Jerome Hanus OSB. Sein Wahlspruch Fiat voluntas tua („Dein Wille geschehe“) stammt aus dem Vaterunser (Mt 6,10 ).
Papst Franziskus bestellte ihn am 26. Juli 2023 zum Erzbischof von Dubuque. Die Amtseinführung fand am 18. Oktober desselben Jahres statt.
In der US-amerikanischen Bischofskonferenz gehört Zinkula der Kommission für den Kinder- und Jugendschutz sowie dem Unterausschuss für die Kirche in Afrika an. Ferner war er Mitglied des US-amerikanischen Koordinationsteams für die diözesane und die kontinentale Phase der Weltsynode 2021–2024.